# Colle del Galibier
Il Colle del Galibier (2.642 metri s.l.m. - in francese Col du Galibier) è un valico alpino che separa le Alpi Cozie francesi (Alpi del Moncenisio) dalle Alpi del Delfinato, unendo la valle della Maurienne con la valle della Guisane e congiungendo Saint-Michel-de-Maurienne con Briançon (partendo da Saint-Michel-de-Maurienne e scendendo verso sud si incontra in sequenza: il Col du Télégraphe, Valloire, il Col du Galibier, il Col du Lautaret ed infine Briançon). Sovrastato ad ovest dal Grand Galibier, il colle è attraversato dalla Route des Grandes Alpes ed è soggetto a chiusura invernale come molti altri passi alpini al di sopra di una certa quota altimetrica.

## Storia

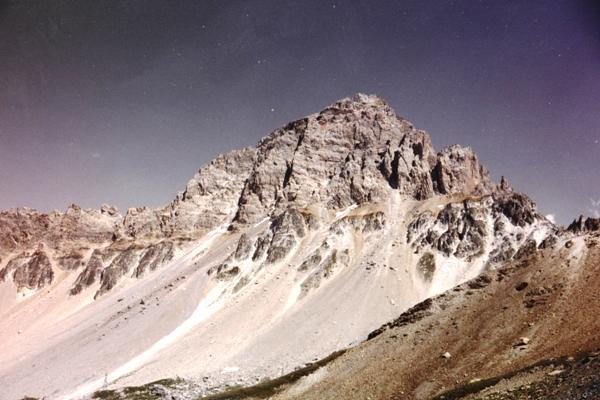
Grand Galibier

I lavori per la costruzione della strada del Galibier iniziarono nel 1880 e terminarono, con l'apertura del tunnel sommitale, nel 1891. Negli anni seguenti, la strada ha subito numerose modifiche, cosicché il tracciato è stato variato parecchie volte, avendo come risultato che la difficoltà del colle è apprezzabilmente cambiata a seconda dell'epoca. Prima del 1976, il tunnel era il solo punto di valico, ad un'altitudine di 2556 m.
A causa della sua vetustà, la galleria venne chiusa nel 1976. Un nuovo tracciato venne allora costruito, superando il colle vero e proprio ed aggiungendo su ciascun versante circa un chilometro di strada al 10% di pendenza. Dal 2002 il tunnel è stato nuovamente riaperto al traffico automobilistico, ma è vietato alle biciclette che devono passare dalla sommità. Sul versante sud, al bordo della strada, è presente il monumento ad Henri Desgrange, grande campione ciclistico della fine del XIX secolo e promotore del Tour de France nel 1903.

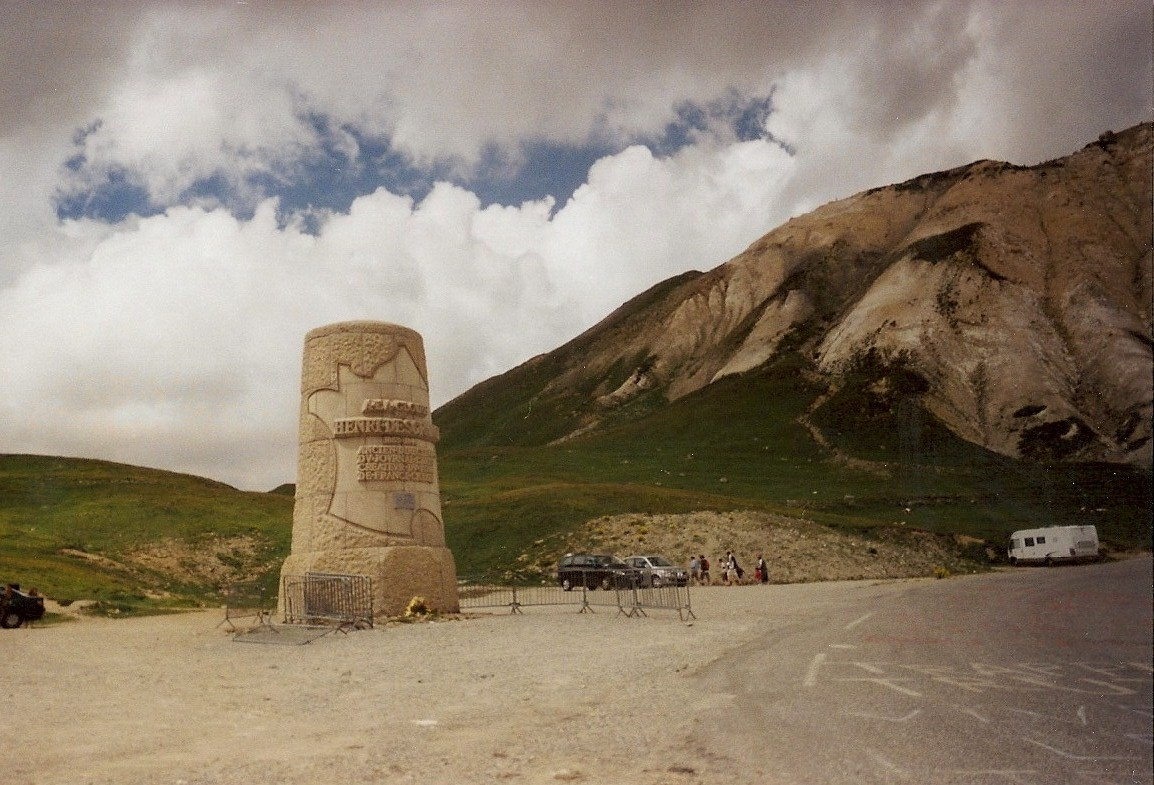
Monumento dedicato a Henri Desgrange sul versante sud, a un km dalla cima

Il 19 giugno 2011 sulla salita, in prossimità di Les Granges du Galibier, a 2301 metri di altitudine, i francesi hanno inaugurato un monumento al ciclista italiano Marco Pantani nel luogo in cui, il 27 luglio 1998, il Pirata firmò una delle imprese che l'hanno consegnato alla storia dello sport mondiale, consentendogli in quell'anno di centrare l'impresa di vincere il Tour De France dopo aver conquistato il Giro d'Italia.

## Ciclismo

### Tour de France

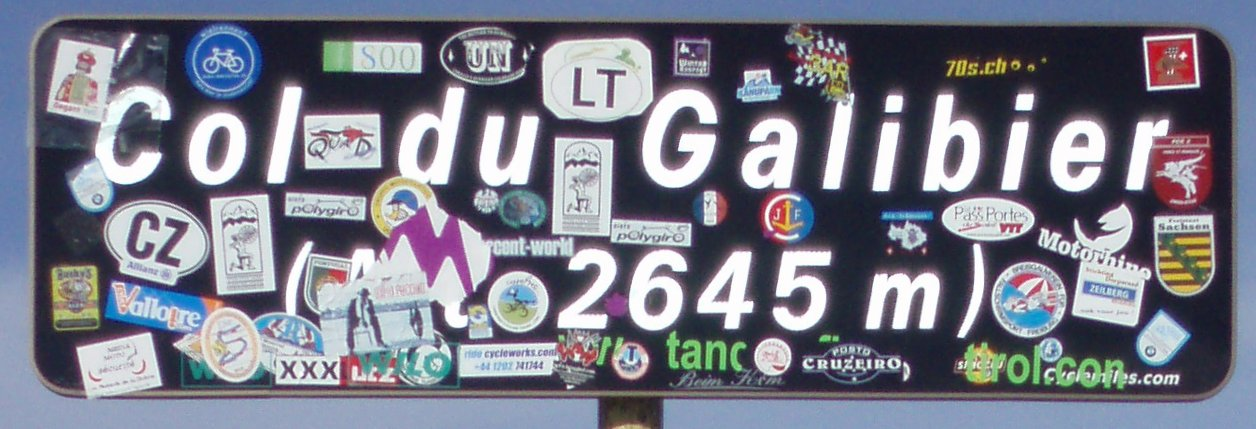
Pannello indicatore dell'altitudine del colle con i « trofei» lasciati dai cicloamatori.

Con un'altezza di 2642 m, il colle di frequente è il punto più alto del Tour de France (preceduto a volte dal Col de l'Iseran e dalla Cima della Bonette) che lo ha scalato per la prima volta nel 1911;
da allora il colle del Galibier è stato attraversato per 63 volte (al 2024), ciò ne fa il colle delle Alpi più interessato dalla gara, preceduto soltanto da qualche colle pirenaico in senso assoluto in tutto il percorso del Tour (in testa c'è il Colle del Tourmalet con 85 passaggi (al 2023)).

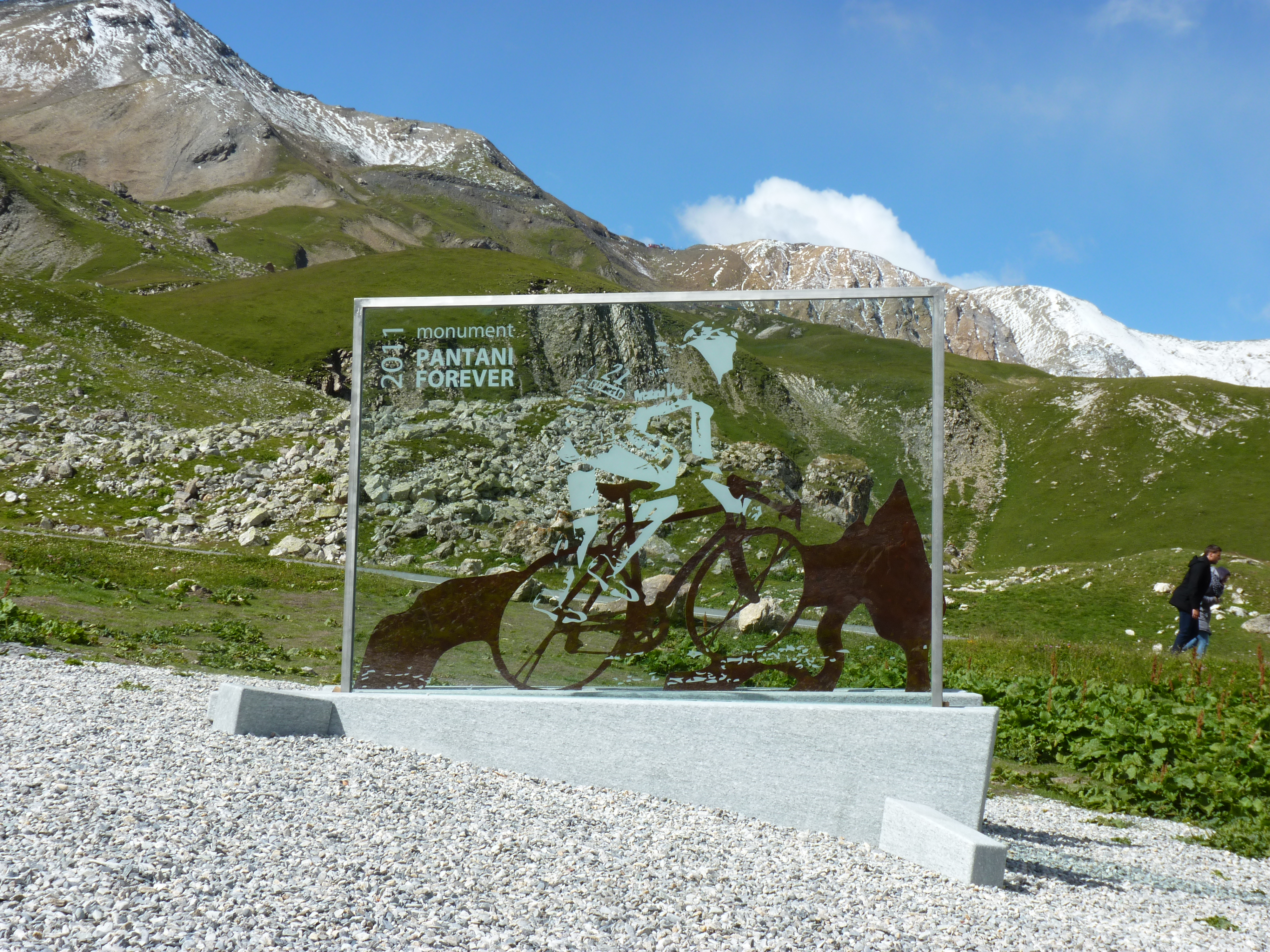
La stele dedicata a Marco Pantani sul Col du Galibier

Classificato hors-catégorie., il Tour de France del 2011, per festeggiare il centenario del primo passaggio sul colle, ha inserito la salita al Galibier dai due versanti, in due tappe, e nella 18ª il traguardo era posto proprio sulla sommità, ai 2642 m. di quota, divenendo così l'arrivo più alto in tutta la storia del Tour superando quello della 17ª tappa del Tour del 1986, al Colle del Granon (2413 m), che si trova anch'esso nella Valle della Guisane.

#### Ciclisti transitati per primi sul colle[4]
- 1911: Émile Georget
- 1912: Eugène Christophe
- 1913: Marcel Buysse
- 1914: Henri Pélissier
- 1919: Honoré Barthélémy
- 1920: Firmin Lambot
- 1921: Honoré Barthélémy
- 1922: Émile Masson
- 1923: Henri Pélissier
- 1924: Bartolomeo Aimo
- 1925: Lucien Buysse
- 1926: Omer Huyse
- 1927: Antonin Magne
- 1928: Auguste Verdyck
- 1929: Gaston Rebry
- 1930: Pierre Magne  Benoît Faure
- 1931: Jef Demuysere
- 1932: Francesco Camusso
- 1933: Vicente Trueba
- 1934: Federico Ezquerra
- 1935: Gabriel Ruozzi
- 1936: Federico Ezquerra
- 1937: Gino Bartali
- 1938: Mario Vicini
- 1939: Dante Gianello
- 1947: Fermo Camellini
- 1948: Lucien Teisseire
- 1952: Fausto Coppi
- 1954: Federico Bahamontes
- 1955: Charly Gaul
- 1957: Marcel Janssens
- 1959: Charly Gaul

- 1964: Federico Bahamontes
- 1966: Julio Jiménez
- 1967: Julio Jiménez
- 1969: Eddy Merckx
- 1972: Joop Zoetemelk
- 1973: Luis Ocaña
- 1974: Vicente López Carril
- 1979: Lucien Van Impe
- 1980: Johan De Muynck
- 1984: Pacho Rodríguez
- 1986: Luis Herrera
- 1987: Pedro Muñoz
- 1989: Gert-Jan Theunisse
- 1992: Franco Chioccioli
- 1993: Tony Rominger
- 1996: tappa neutralizzata
- 1998: Marco Pantani
- 1999: José Luis Arrieta
- 2000: Pascal Hervé
- 2002: Santiago Botero
- 2003: Stefano Garzelli
- 2005: Aleksandr Vinokurov
- 2006: Michael Rasmussen
- 2007: Mauricio Soler
- 2008: Stefan Schumacher
- 2011: Andy Schleck
- 2011: Andy Schleck[5]
- 2017: Primož Roglič
- 2019: Nairo Quintana
- 2022: Warren Barguil
- 2022: Anthony Perez[6]
- 2024: Tadej Pogačar